# ギダゼパム
ギダゼパム（英：Gidazepam）はhydazepamまたはhidazepamとしても知られる、ソビエト連邦で開発された非定型ベンゾジアゼピン誘導体である薬物である。 選択的抗不安薬としての作用を示すベンゾジアゼピン系薬物である。また、特定の心血管障害の管理にも治療的効果がある。

## 薬理学
ギダゼパムとその類似体のいくつかは、他のベンゾジアゼピンとは対照的に、ベンゾジアゼピン受容体よりもTSPO（以前は末梢ベンゾジアゼピン受容体）に対する選択的作動薬である。
ギダゼパムは、その活性代謝物である7-ブロモ-2,3-ジヒドロ-5-フェニル-1H-1,4-ベンゾジアゼピン-2-オン（脱アルキルギダゼパムまたはブロモ-ノルダゼパム）のプロドラッグとして作用する[。抗不安作用が発現するまでに数時間かかることがあるが、これはおそらく代謝が遅いためである（半減期87時間）。抗不安作用の発現と強さは、デサルキルギダゼパムの血中濃度と相関する。

ジダゼパム活性代謝物（脱アルキルジダゼパム）、治療効果の原因

## 関連記事
- フェナゼパム—ロシアおよび他のCIS諸国で広く使用されているベンゾジアゼピン系薬物
- シナゼパム
- クロキサゾラム
- en:List of Russian drugs